# Il re (film)
Il re (The King) è un film storico del 2019 diretto da David Michôd, scritto dallo stesso regista e Joel Edgerton.
Ispirato in maniera estremamente libera all'Enrico V di William Shakespeare, il film racconta le gesta e la vita del giovane e ribelle principe Enrico V d'Inghilterra, interpretato da Timothée Chalamet. Fanno parte del cast anche Joel Edgerton, Robert Pattinson, Ben Mendelsohn, Sean Harris e Lily-Rose Depp.
È stato presentato in anteprima mondiale al festival di Venezia il 2 settembre 2019 ed è stato distribuito in streaming digitale il 1º novembre 2019 sulla piattaforma Netflix.

## Trama
Inghilterra, XV secolo. È un periodo di guerre civili in territorio britannico, e il Regno Inglese deve contrastare le forze ribelli della Scozia e del Galles. Una battaglia da poco conclusa è stata vinta dagli inglesi contro l’esercito scozzese e, tra i sopravvissuti, vi è il giovane inglese Henry Percy della casata Hotspur; egli si rivolge a un soldato nemico gravemente ferito e strisciante sul terreno, facendogli notare che sta procedendo nella direzione sbagliata. Con un colpo di spada secco, lo infilza a morte, liberandolo dalle sue sofferenze.
I conflitti civili in territorio britannico sembrano essere risolti, ma il Re Enrico IV non intende pagare il riscatto del cugino di Henry tenuto prigioniero dai gallesi. Ciò non fa altro che alimentare le divergenze tra i due. La decisione del Re non è gradita da Henry, che dopo avere chiesto la liberazione di suo cugino, viene beffato a tavola dallo stesso Enrico IV e decide di lasciare il palazzo. Enrico IV giunge subito alla conclusione che dovrà ben presto fronteggiarlo, dato che questi lo tradirà quasi certamente.
Nel frattempo, Enrico IV, manda un proprio emissario ad Hal, suo figlio primogenito, nonché principe ed erede al trono d’Inghilterra. Hal, il quale ha avuto in passato molte divergenze con suo padre, ha scelto di condurre un'esistenza isolata, lontana dalla vita di corte e concentrata quasi esclusivamente sui divertimenti. L’emissario gli comunica che la sua presenza è fortemente richiesta da suo padre il Re. Hal inizialmente si rifiuta, ma John Falstaff, il suo più vicino amico e consigliere, cerca di persuaderlo a recarsi alla corte del padre. John cerca di convincere Hal per evitare di vedere quest'ultimo vivere il resto dei suoi giorni con un opprimente senso di colpa nel caso che suo padre, il Re, dovesse morire senza averci parlato, e senza sapere mai cosa voleva dirgli.
Hal si presenta a corte da Enrico IV, ma solo per scoprire che quest’ultimo ha scelto come erede diretto al trono d’Inghilterra Tommaso di Lancaster, suo fratello minore. Hal mostra il suo disinteresse verso il trono d’Inghilterra ma, apprende la notizia del tradimento di Henry e scopre che Tommaso guiderà l’esercito in battaglia. Nella scena successiva, Hal si reca all’accampamento dell'esercito inglese suscitando lo stupore dei presenti e, sia per evitare la battaglia che per salvare da una probabile morte il fratello Tommaso, incarica un emissario di portare un messaggio contenente la proposta di una sfida a duello ad Henry. Henry sulle prime accetta, ma suo padre lo esorta a rifiutare. L’emissario fa ritorno con il messaggio di rifiuto da parte dei ribelli. La battaglia sembra imminente ma Henry monta a cavallo, si dirige verso l'accampamento dell'esercito del Re e accetta il duello con Hal. Tommaso, lasciatosi convincere da Hal, si fa da parte. Hal dopo un feroce duello corpo a corpo riesce ad uccidere Henry pugnalandolo alla gola, lasciando poi il cadavere riverso sul terreno, sotto gli sguardi dei soldati dei due schieramenti. Hal salva così il fratello ed evita la battaglia, facendogli notare che anche lui potrebbe un giorno ritrovarsi al posto di Henry e fa quindi ritorno alla sua vita isolata di prima.
Una mattina William Gascoigne, Giudice Capo e principale consigliere di Re Enrico IV, si reca da Hal per riferirgli il peggiorare delle condizioni di salute di suo padre e per comunicargli la morte del fratello Tommaso, avvenuta mentre questi si trovava in territorio gallese per cercare di sedare la locale rivolta. William riferisce ad Hal delle voci che sostengono che Tommaso abbia combattuto valorosamente prima di soccombere. Tale notizia innesca molta rabbia in Hal, il quale si reca immediatamente dal Re mostrando tutto il suo furore. Re Enrico IV su letto di morte manifesta le sue ultime volontà: Hal, che dopo la morte del fratello Tommaso è rimasto l'unico erede al trono, dovrà diventare il prossimo Re d’Inghilterra. I presenti, udendo tali parole, in segno di fedeltà si inginocchiano davanti al loro nuovo Re.
Alla morte di Enrico IV, Hal viene proclamato Re d’Inghilterra con il nuovo nome di Enrico V. Durante i festeggiamenti serali, vengono presentati al Re alcuni doni inviati dai sovrani d’Europa amici dell’Inghilterra: dal Re di Boemia giunge una coppa, che Enrico dona a sua volta alla sorella Filippa principessa di Lancaster e regina di Danimarca; da Venezia, viene offerto un piccolo uccello meccanico, che sotto gli occhi stupiti degli invitati, tramite l’azione di un meccanismo si muove come se fosse vero; mentre dal Re di Francia, giunge un cofanetto con all’interno una piccola palla da tennis. Improvvisamente la folla si zittisce, ma Enrico la prende e la lancia contro il muro come se volesse giocarci e la festa prosegue.
William fa notare ad Enrico che la palla è in realtà un insulto al regno d’Inghilterra e lo spinge a rispondere a questo oltraggio giunto da Oltre Manica. Enrico però non intende muovere guerra alla Francia, anzi, propone di mettere da parte i conflitti e di riconciliare le due nazioni. Enrico vuole governare in modo contrapposto a quello del padre, suggerendo inoltre di pagare il riscatto del cugino di Henry, questione a lungo trascurata. Nel frattempo viene fatto prigioniero un emissario francese, il quale confessa di essere stato mandato dal Re di Francia in persona per tentare di assassinare Enrico. In cambio della sua confessione questi chiede asilo politico che gli viene concesso per decisione diretta del sovrano inglese.
A questo punto diviene quasi inevitabile l’inizio di un conflitto armato fra i due Regni. Enrico fa scrivere una lettera estremamente minacciosa al Re di Francia, insieme alla quale fa rispedire il medesimo scrigno ricevuto dai francesi all'atto della propria incoronazione pieno di palle di cannone. Un secondo emissario francese si reca da Lord Cambridge per parlare in privato delle questioni caratteriali di Enrico ed è a questo punto della vicenda, che viene coinvolto anche William che durante un successivo incontro segreto con Lord Gray e Lord Cambridge, viene a sapere che il Re di Francia ha negato tutte le accuse di essere il mandante dell’assassinio e che al di là della Manica sono scettici e preoccupati del modo di governare del nuovo Re d'Inghilterra; considerandone appunto il passato ribelle.
Nei giorni seguenti, venuto a conoscenza del possibile complotto ai suoi danni, Enrico dichiara guerra alla Francia e fa decapitare Lord Gray e Lord Cambridge per aver trattato in segreto con il nemico, il che ci fa intuire che William, il giorno precedente, abbia rivelato al suo Re che i francesi hanno provato a spodestarlo del suo regno dall’interno coinvolgendo direttamente due fra i suoi più leali consiglieri. Enrico fa ritorno nel villaggio in cui ha vissuto prima di essere incoronato per far visita all'amico John e, certo della sua lealtà e devozione nei suoi confronti, lo invita a entrare nel proprio Consiglio di Guerra. John sentendosi ancora in debito con l'amico, divenuto nel frattempo suo Re, decide di accettare l’incarico.
Enrico mobilita il proprio esercito e salpa con la flotta inglese in direzione della Francia. Sbarcati sul suolo francese, si dirigono verso il villaggio di Harfleur scoprendo che è stato recentemente abbandonato. Soldati, civili e nobili locali si sono infatti rifugiati nella vicina roccaforte che gli inglesi cingono a quel punto d'assedio ed iniziano ben presto a bombardare servendosi di trabucchi a contrappeso costruiti in loco. Dopo cinque settimane di continui e furiosi bombardamenti, gli assediati decidono alfine di capitolare. Enrico accetta i termini della resa e concede loro una giornata per lo sgombero della roccaforte. Giunge quindi al campo inglese la notizia che Luigi, Delfino di Francia desidera un incontro con il Re inglese. Enrico viene svegliato e si reca nella tenda del Delfino, giunto nel cuore della notte. Precedentemente si mormorava che il Delfino di Francia venisse a chiedere la resa immediata, ma questi durante il colloquio minaccia invece Enrico di ucciderlo e di seppellirlo sotto un "piccolo alberello francese”.
A fronte di tali provocazioni, Enrico prende congedo e rivolgendosi in privato a John, gli ordina di mobilitare immediatamente l’intera armata. Una volta accampati, scorgiamo tre bambini inglesi facenti parte del seguito dell'esercito britannico che si dirigono da soli nel bosco adiacente l'accampamento: improvvisamente uno dei piccoli viene brutalmente colto di sorpresa e pugnalato alle spalle mentre raccoglie dell’acqua da un torrente; gli altri due iniziano quindi a fuggire, ma uno di loro viene ben presto colpito a morte da un verrettone scagliato dalla balestra di un armigero francese. Improvvisamente appare in scena Luigi, il Delfino di Francia che blocca la fuga dell’unico bambino sopravvissuto tranquillizzandolo del fatto che non lo ucciderà in quanto egli deve portare un “dono” al Re Enrico. Il bambino fa quindi ritorno all’accampamento inglese con in mano la testa decapitata del suo compagno.
Alla notizia, Enrico fa raddoppiare la guardia e chiede immediatamente l’esecuzione dei prigionieri francesi: John si oppone all’ordine del suo Re in quanto non lo ritiene saggio, sostenendo altresì che Enrico stesso non sia il genere di uomo capace di simili efferatezze.
Intanto, l’esercito inglese avanza fino ad arrivare ai piedi di un pendio dalla parte opposta del quale è accampato l’esercito francese del Delfino, nei pressi del villaggio di Azincourt. John, durante il concilio alla vigilia della battaglia, suggerisce di sfruttare a loro favore le condizioni meteorologiche; egli prevede infatti che durante la notte che precede la battaglia pioverà a dirotto, rendendo il terreno estremamente fangoso, cosa che metterà certamente a rischio la stabilità degli uomini con l’armatura. Il suo piano è di attirare l’esercito francese con una prima linea poco numerosa di fanti pesantemente corazzati ed armati nella zona di terreno fangosa per poi annientarli mentre rantolano sul terreno reso viscido dalla pioggia con una seconda ondata più numerosa di fanti equipaggiati con armamento ed equipaggiamento leggero, in grado di muoversi agilmente sul terreno fangoso; il tutto coadiuvato dalla letale pioggia di frecce scagliate dai numerosi arcieri inglesi e gallesi posti sui fianchi e dotati del micidiale arco lungo. L’idea non è ben considerata dal resto degli altri consiglieri, ma Re Enrico V decide di fare affidamento sul consiglio di John: in caso di pioggia si combatterà, in caso contrario si farà ritorno in Inghilterra.
Sorprendentemente durante la notte, come previsto da John, inizia a piovere copiosamente. John decide di guidare il primo assalto, ma Enrico, per salvare lui e migliaia di uomini dall’imminente battaglia, si reca a cospetto del Delfino di Francia, proponendo un duello. Luigi respinge la proposta e chiede la resa immediata di Enrico e del suo esercito.
Enrico fa ritorno fra le proprie file e con un discorso dai toni accesi sprona i suoi uomini alla battaglia. Gli inglesi avanzano con la prima linea e attirano i cavalieri francesi, facendo supporre che il piano di John possa funzionare, ma nel momento dello scontro questi viene investito ferocemente da un cavaliere. Lo scontro tra le due prime linee si rivela brutale, i corpi dei combattenti si ammassano ben presto l'uno sopra l’altro in un letale e confusa mischia.
La decisione di Enrico di accogliere il consiglio di John si rivela vincente. Enrico guida così l’assalto con i suoi uomini sprovvisti d’armatura che sconfiggono i francesi. A battaglia quasi terminata si presenta a sorpresa sul campo di battaglia il Delfino con l’intento tardivo di sfidare a duello Enrico. Il Delfino non fa però in tempo nemmeno a muovere i primi passi verso il suo sfidante che comincia a scivolare tragicomicamente sul terreno fangoso. Con un cenno del capo rivolto verso i suoi uomini Enrico lo fa trucidare.
A battaglia conclusa, Enrico trova tra i caduti l'amico John, morto probabilmente per soffocamento. Enrico rattristato da ciò, non manifesta pietà per i prigionieri e quando il suo ufficiale fa rapporto gli ordina di giustiziarli tutti. Enrico si reca a cospetto di Re Carlo VI di Francia, quest’ultimo si dice disposto ad arrendersi a patto che Enrico accetti di prendere in sposa sua figlia, la principessa Caterina di Francia, ponendo fine definitivamente al conflitto e unendo sotto lo stesso tetto il Regno di Francia e il Regno d’Inghilterra. Enrico accetta la proposta del sovrano Francese e fa ritorno verso l’Inghilterra, con William che durante il tragitto di ritorno gli porge le proprie condoglianze per la perdita di John.
La Principessa Caterina a colloquio con Enrico, chiarisce il suo intento di non sottomettersi totalmente al volere del futuro sposo. Caterina confessa ad Enrico che il Re di Francia non ha mai dichiarato guerra apertamente all’Inghilterra e che non ha mai avuto intenzione di assassinarlo, come questi credeva. Caterina sostiene di avere davanti, in quel momento, una persona sciocca e che si infastidisce facilmente, e naturalmente, facile da raggirare. A queste parole Enrico inizia a maturare dei seri dubbi e si reca da William Gascoigne per un colloquio chiarificatore grazie al quale verrà a conoscenza di alcuni fatti sorprendenti a lui sconosciuti: grazie alla vittoria contro la Francia nella battaglia di Azincourt, William, complice l’aiuto della moglie, è diventato il proprietario di molti terreni nelle regioni francesi conquistate; egli possedeva già un proficuo insieme di allevamenti di pecore per la produzione di lana in territorio inglese. Scoperto ciò Enrico si rende conto del vero motivo che ha portato alla guerra contro la Francia. William, in sua difesa, sostiene di avere fatto tutto per Enrico e l'Inghilterra, aiutandolo a costruire quel regno che tanto desiderava e dicendogli inoltre, che per ottenere la pace bisogna fare uso della guerra. William invoca il perdono prostrandosi ai piedi di Enrico, ma quest’ultimo, spinto dall’orgoglio e dal rancore che ha iniziato a serbare per il suo consigliere, lo pugnala a morte sul collo. E così, tutti gli intenti e i piani di William muoiono con esso. Nella scena finale, Enrico si reca da Caterina accettandone le precedenti richieste e chiedendole in cambio per il futuro sincerità e rispetto. Caterina accetta, e in segno di accordo reciproco i due si prendono reciprocamente per mano.

## Produzione

### Sviluppo
Nel 2013 è stato annunciato che Joel Edgerton e David Michôd avevano collaborato alla stesura di un adattamento delle opere di Shakespeare: Henry IV, Parts 1 & 2 e Henry V, per la Warner Bros. Pictures. Nel settembre 2015 è stato annunciato che Michôd avrebbe diretto il progetto con la Warner Bros. producendo e distribuendo il film attraverso Lava Bear.

### Cast
Nel febbraio 2018 Timothée Chalamet si è unito al cast del film, con Brad Pitt, Dede Gardner, Jeremy Kleiner come produttori, insieme a Liz Watts, sotto il loro banner Plan B Entertainment. Netflix distribuirà il film invece di Warner Bros. Nel marzo 2018, Edgerton si unì al cast del film. Nel maggio 2018 Robert Pattinson, Ben Mendelsohn, Sean Harris, Lily-Rose Depp, Tom Glynn-Carney e Thomasin McKenzie si sono uniti al cast del film, con Dean-Charles Chapman che si è unito al cast a giugno.

### Riprese
Il film è stato girato tra giugno ed agosto del 2018 a Szilvásvárad, Ungheria e nel Lincolnshire, Inghilterra.

## Promozione
Il primo trailer della pellicola è stato diffuso online il 27 agosto 2019.

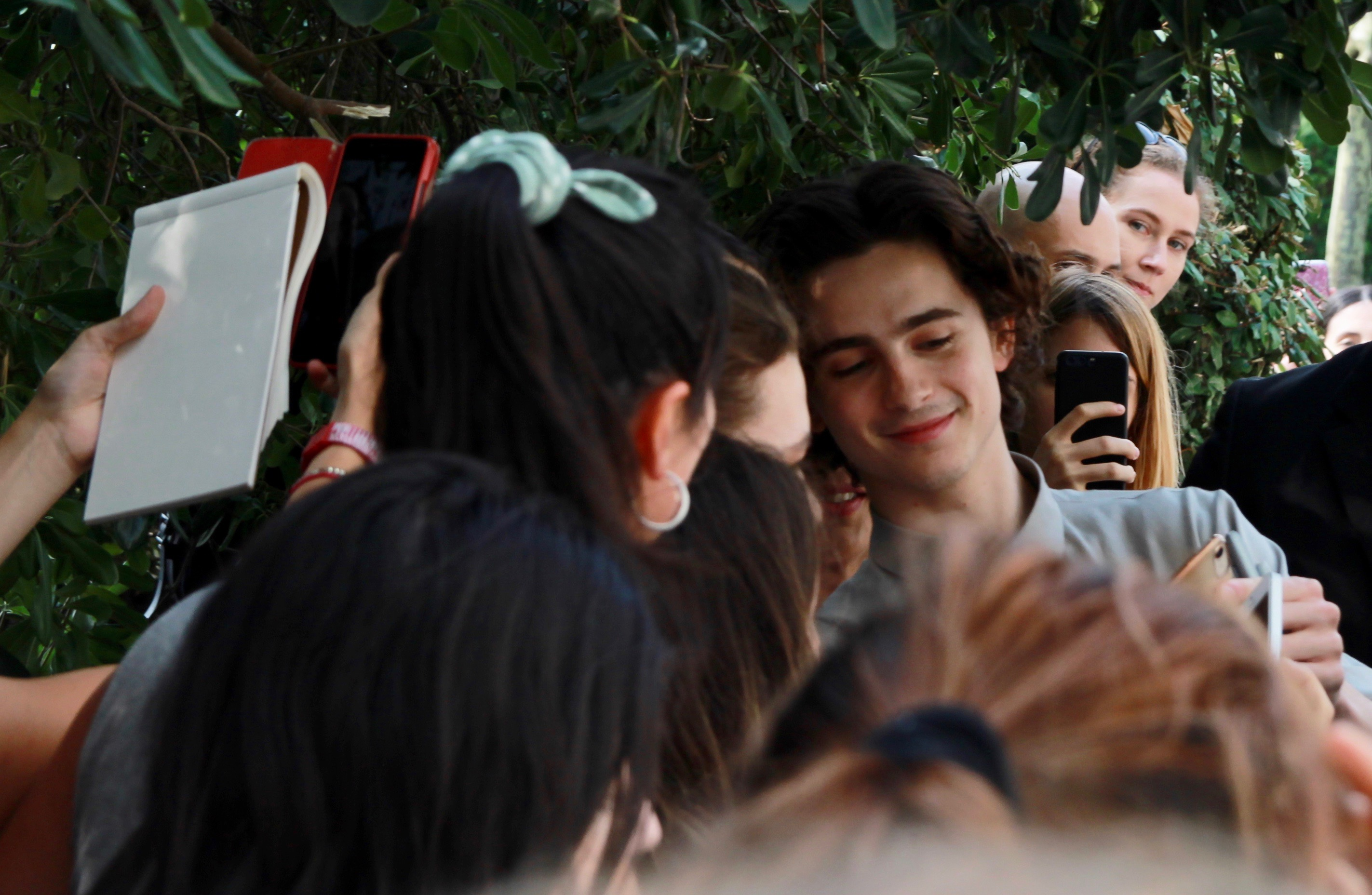
Timothée Chalamet durante la firma degli autografi alla premiere del film Festival di Venezia 2019

## Distribuzione
Il film è stato presentato in anteprima mondiale il 2 settembre 2019 alla 76ª Mostra del cinema di Venezia, fuori dal concorso principale. È stato distribuito nelle sale cinematografiche statunitensi da Netflix a partire dall'11 ottobre dello stesso anno, per poi essere pubblicato sulla propria piattaforma di streaming dal 1º novembre.

## Accoglienza

### Critica
Sul sito web Rotten Tomatoes riceve il 71% delle recensioni professionali positive, con un voto medio di 6,54/10, basato su 80 recensioni; il consenso critico del sito recita: "Mentre Il re a volte è inferiore alla somma delle sue parti impressionanti, il materiale di origine forte e le avvincenti interpretazioni rendono questo un film d'epoca degno di nota."
Su Metacritic il film ottiene un punteggio medio di 62 su 100, basato su 28 critiche, indicando "recensioni generalmente favorevoli".

## Riconoscimenti
- 2019 - AACTA Award
  - Miglior attore non protagonista a Joel Edgerton
  - Miglior fotografia a Adam Arkapaw
  - Miglior scenografia a Fiona Crombie e Alice Felton
  - Migliori costumi a Jane Petrie
  - Candidatura per il miglior film
  - Candidatura per il miglior regista a David Michôd
  - Candidatura per il miglior attore protagonista a Timothée Chalamet
  - Candidatura per il miglior attore non protagonista a Ben Mendelsohn
  - Candidatura per la miglior sceneggiatura a David Michôd e Joel Edgerton
  - Candidatura per il miglior montaggio a Peter Sciberras
  - Candidatura per il miglior suono a Robert Mackenzie, Sam Petty, Gareth John, Leah Katz, Mario Vacarro e Tara Webb
  - Candidatura per il miglior trucco e acconciature a Alessandro Bertolazzi
  - Candidatura per il miglior casting a Des Hamilton e Francine Maisler